# Apasionado
『Apasionado』（アパシオナード）は、日本の歌手中森明菜のプロモーション・クリップ、メイキング、インタビュー映像作品。この映像作品は2002年7月10日にユニバーサルJからリリースされた (VHS: UMVK-1040, DVD: UMBK-1040)。

## 背景
『Apasionado』は、2002年7月10日に、VHS (UMVK-1040)とDVD (UMBK-1040)の2形態で同時発売され、初回封入特典には、16頁の未公開フォト・スペシャル・ブックレットが封入された。この映像作品では、2002年に中森がユニバーサルミュージックに移籍した第一弾シングル「The Heat 〜musica fiesta〜」、スタジオ・アルバム『Resonancia』収録曲「missed U」のプロモーション映像とメイキング風景に加え、インタビュー映像が収められた。Apasionadoとは、スペイン語で「情熱的な」を意味している。2002年4月、スペインバルセロナでのミュージック・ビデオ撮影とともに、2002年5月26日（日曜日、13:30 - 14:55）に放送された日本テレビ系の旅番組『日曜スペシャル・中森明菜ゼロからのスタート情熱の国インスペイン』の撮影も並行して行われた。「The Heat 〜musica fiesta〜」のミュージック・ビデオは、スペインで撮影された後、東京でも新たに撮影され、同曲のミュージック・ビデオは2バージョン製作された。都内のスタジオで撮影したミュージック・ビデオには、「The Heat 〜musica fiesta〜」でラップを務めた韓国のヒップホップグループX-LARGEや、韓国の女優イ・ヘヨンらが出演した。中森は、自身のイメージを表現するため色にこだわりを持っており、このミュージック・ビデオでは青や赤と白色をきわ立たせている。撮影はハイビジョンカメラを使用し、中森が思い描いていたという鮮やかな色彩を表現した。
2004年6月23日と2005年6月29日には同一規格品番 (DVD: UMBK-9105)で再発売された。また、東京で撮影されたバージョンの「The Heat 〜musica fiesta〜」と「missed U」のミュージック・ビデオは、2007年リリースの『艶華 -Enka-』の初回盤Aの特典DVDにも収録された。

## 収録内容
| #         | タイトル                                        | 作詞      | 作曲      | 時間  |
| --------- | ----------------------------------------------- | --------- | --------- | ----- |
| 1.        | 「In Spain #1」                                 |           |           | 4:48  |
| 2.        | 「The Heat 〜musica fiesta〜 [TV Size]」        | Adya      | URU       | 1:42  |
| 3.        | 「In Spain #2 〜メイキング＋インタビュー」      |           |           | 5:02  |
| 4.        | 「The Heat 〜musica fiesta〜 [In Spain]」       | Adya      | URU       | 4:15  |
| 5.        | 「The Heat 〜musica fiesta〜 [Promotion Clip]」 | Adya      | URU       | 6:21  |
| 6.        | 「In Tokyo 〜メイキング＋インタビュー」         |           |           | 10:03 |
| 7.        | 「missed U [Promotion Clip]」                   | SHE       | 243       | 4:34  |
| 8.        | 「In Spain #3 〜メイキング＋インタビュー」      |           |           | 9:26  |
| 合計時間: | 合計時間:                                       | 合計時間: | 合計時間: | 45:54 |

## クレジット
『Apasionado』のライナー・ノーツより
| - プロデューサー: ITO TAICHI (A・T-illusion incorporated) - ディレクター: NORIMASA USUI (A・T-illusion incorporated) - エディター: AKRIA NII (WINK2) - ポストプロダクション・マネージャー: FUMKIKO KAGAYA (WINK2) - コピーライター: JADE TAKAHASHI - ライン・プロデューサー: TORU KUROSE (A・T-illusion incorporated) - プロダクション・マネージャー: NAOKO TAKAHASHI (A・T-illusion incorporated) - アシスタント・プロダクション・マネージャー: KAZUKO HOSHIKA (A・T-illusion incorporated)、RYO SAKAI (A・T-illusion incorporated) - コ・プロデュース: 森淳一（ユニバーサルJ） - A&Rチーフ: 藤倉尚（ユニバーサルJ） - プロモーション・チーフ: 大原浩（ユニバーサルJ）、DANNOURA MASAYUKI（ユニバーサルJ） - セールス・プロモーション: TAKASHI KIMOTO (UNIVERSAL MUSIC K.K.)、YOSHINORI IIZUKA (UNIVERSAL MUSIC K.K.)、古屋廣人 (UNIVERSAL MUSIC K.K.)、寺舘京子 (UNIVERSAL MUSIC K.K.) | - デザイン・コーディネーター: 宮本仁美 (UNIVERSAL MUSIC K.K.) - 撮影: 塚田和徳 - ヘア&メイクアップ: 中森明菜 & MAKOTO SAITO - スタイリスト: 濱田由美 - トータル・グラフィックス・デザイン: MD FACTORY INC. - プロデューサー: YUJI ITO - コーディネーター: 小林純 - アート・ディレクター: 中島裕次 - グラフィック・デザイナー: NAOMI YAMATO - アシスタント・グラフィック・デザイナー: ITSUKA - アルバム・サウンド・プロデューサー: URU (D4P Music Entertainment) - スーパーヴァイザー: 高橋良一（ユニバーサルJ） - エグゼクティヴ・プロデューサー: 寺林晁 (UNIVERSAL MUSIC K.K.) - エグゼクティヴ・プロデューサー&ディレクター: 門村崇志 (FAITH INC.) - スペシャル・サンクス: 内野二朗、小倉禎子、鈴木順 (Halftone Music & Systems)、Masachika Odaka (NTV)、Sangmind music world, X-LARGE |

## リリース履歴
| 発売日        | レーベル      | 規格 | 品番      | 備考   |
| ------------- | ------------- | ---- | --------- | ------ |
| 2002年7月10日 | ユニバーサルJ | VHS  | UMVK-1040 |        |
| 2002年7月10日 | ユニバーサルJ | DVD  | UMBK-1040 |        |
| 2004年6月23日 | ユニバーサルJ | DVD  | UMBK-9105 | [ 10 ] |
| 2005年6月29日 | ユニバーサルJ | DVD  | UMBK-9105 | [ 11 ] |
| 2017年3月8日  | ユニバーサルJ | DVD  | UPBY-9037 |        |

## 参照
1. ↑  “楽天ブックス: Apasionado - 中森明菜 : DVD”.  楽天. 2011年7月21日閲覧。
2. ↑  “中森明菜/Apasionado [DVD] - CDJournal.com”.   音楽出版社. 2012年8月5日閲覧。
3. ↑  “中森明菜/Apasionado [VIDEO他] - CDJournal.com”.   音楽出版社. 2012年8月5日閲覧。
4. 1 2 3  “中森明菜 UNIVERSAL MUSIC OFFICIAL WEBSITE”. 「Apasionado〜アパシオナード」.  ユニバーサルミュージック. 2007年9月11日時点のオリジナルよりアーカイブ。2011年7月21日閲覧。
5. 1 2 3 4 5  『Apasionado』（DVD）中森明菜、ユニバーサルJ。UMBK-1040。
6. ↑  “中森明菜 UNIVERSAL MUSIC OFFICIAL WEBSITE”. biography.  ユニバーサルミュージック合同会社. 2011年7月22日時点のオリジナルよりアーカイブ。2011年10月22日閲覧。
7. ↑  島﨑今日子「インタビュー 中森明菜」『COSMOPOLITAN』第24巻第7号、集英社、2002年7月1日、45-46頁。
8. 1 2 3 4  “SANSPO.COM”.  サンケイスポーツ (2002年5月21日). 2003年2月11日時点のオリジナルよりアーカイブ。2011年10月22日閲覧。
9. ↑  『The Heat 〜musica fiesta〜』（12cmCD）中森明菜、キティMME、2002年5月2日。UMCK-5060。
10. 1 2  “中森明菜/Apasionado〈2004年8月31日までの期間限定出荷〉 [DVD] - CDJournal.com”.   音楽出版社. 2011年10月22日閲覧。
11. 1 2  “中森明菜/Apasionado〈初回生産限定〉 [DVD] - CDJournal.com”.   音楽出版社. 2011年10月22日閲覧。
12. ↑  中森明菜（歌手）『艶華 -Enka-』（DVD）ユニバーサルシグマ、2007年6月27日。UMCK-9181。
13. ↑  “中森明菜 UNIVERSAL MUSIC OFFICIAL WEBSITE”. 「Apasionado〜アパシオナード」.   ユニバーサルミュージック. 2007年9月11日時点のオリジナルよりアーカイブ。2011年7月21日閲覧。 “スペインでのオフ・ショット（アルバム「Resonancia」収録楽曲「Carnaval」をバックに）”
14. ↑  “中森明菜 UNIVERSAL MUSIC OFFICIAL WEBSITE”. 「Apasionado〜アパシオナード」.   ユニバーサルミュージック. 2007年9月11日時点のオリジナルよりアーカイブ。2011年7月21日閲覧。 “スペインでのオフ・ショットをバックにインタビュー”